# La cabeza de Joaquín Murrieta
La cabeza de Joaquín Murrieta és una sèrie de televisió mexicana d'acció i aventura produïda per Dynamo i Amazon Studios per a Amazon Prime Video. dirigida per Mauricio Leiva-Cock, David Pablos i Humberto Hinojosa Ozcáriz. És protagonitzada per Juan Manuel Bernal, Liam Sharpe, Alejandro Speitzer, Becky Zhu Wu, Steve Wilcox i Emiliano Zurita. Es va estrenar el 19 de gener de 2023 en la plataforma de streaming, Prime Video.

## Argument
Les aventures de Joaquín Murrieta, una llegenda mexicana, i Joaquín Carrillo quan s'uneixen per a enfrontar-se a un enemic comú.

## Repartiment
- Liam Sharpe com a Oliver
- Juan Manuel Bernal com a Joaquín Murrieta
- Alejandro Speitzer com a Carrillo
- Becky Zhu Wu com a Adela Cheng
- Yoshira Escárrega Godínez com a Damace
- Steve Wilcox com a Harry Love
- Emiliano Zurita com a Casey
- Michael Wilson Morgan com a Cristopher Kelly
- Gustavo Carr com a Carrillo
- Andrew Leland Rogers com a Ben
- Marc Dennis com a Louis
- Dominic Bracco II com a Dick
- Leidi Gutiérrez com a Tayya
- Ricardo Uscanga com a Quino
- Manuel Villegas com a David Ochoa
- Oscar Espino com a Bimori
- Gabriel Cosme com a Neya
- Chiara Parravicini com a Jackie

## Episodis
La primera temporada consta d'un total de 8 episodis filmats íntegrament a l'Estat de Durango i els voltants de la Ciutat de Mèxic.
| Títol de l'Episodi | Número | Director            | Data d'Estrena      |
| ------------------ | ------ | ------------------- | ------------------- |
| Oro                | 1      | David Pablos        | 19 de gener de 2023 |
| Ceniza             | 2      | David Pablos        | 19 de gener de 2023 |
| Jaula              | 3      | David Pablos        | 19 de gener de 2023 |
| Plomo              | 4      | David Pablos        | 19 de gener de 2023 |
| Fiebre             | 5      | Mauricio Leiva-Cock | 19 de gener de 2023 |
| Ciervo             | 6      | Mauricio Leiva-Cock | 19 de gener de 2023 |
| Sombra             | 7      | Mauricio Leiva-Cock | 19 de gener de 2023 |
| Zorro              | 8      | Mauricio Leiva-Cock | 19 de gener de 2023 |